# Tabebuia cassinoides
Tabebuia cassinoides là một loài thực vật có hoa trong họ Chùm ớt. Loài này được (Lam.) DC. miêu tả khoa học đầu tiên năm 1845.